# Борский трубный завод
Борский трубный завод — трубное предприятие, расположенное в городе Бор (Нижегородская область). БТЗ входит в число крупнейших российских производителей профильных труб, лопат.. Поставки продукции, производимой предприятием, осуществляются как по территории РФ, так и в страны СНГ.
В 1935 году предприятие начало свою деятельность с производства метизной продукции. По состоянию на начало 2010 года БТЗ обладает производственными мощностями в размере 95 тыс. тонн трубной продукции в год.
На предприятии внедрена система менеджмента качества продукции по стандарту ISO 9001:2000.

## Продукция завода
- Трубы стальные электросварные профильные;
- Трубы стальные электросварные водогазопроводные;
- Трубы стальные электросварные прямошовные;
- Профили стальные сварные замкнутые;
- Теплицы с покрытием из сотового поликарбоната;
- Товары народного потребления (кованые изделия, секции заборов, столбы, скамьи садовые и др).